# José Maria Nicolau
José Maria Nicolau (* 15. Oktober 1908 in Cartaxo; † 25. August 1969 in Santarém (Portugal)) war ein portugiesischer Radrennfahrer und nationaler Meister im Radsport.

## Sportliche Laufbahn
Nicolau war Straßenradsportler. 1931 gewann er die Portugal-Rundfahrt vor Alfredo Trindade. 1934 war er erneut in dem Etappenrennen erfolgreich. 1932 wurde er Zweiter der Rundfahrt hinter Trindade. 1931 gewann Nicolau sieben Etappen, 1932 elf Etappen der Rundfahrt und 1934 zwei Etappen. Die nationale Meisterschaft im Straßenrennen gewann Nicolau von 1931 bis 1933 in Serie. 1930 gewann er die Volta a Lisboa und Lisboa–Coimbra. In beiden Rennen siegte er auch 1931. Dazu kamen Siege im Rennen Taça da União, Porto–Vigo und Coimbra–Lisboa. 1932, 1934 und 1935 war er im Rennen Lisboa–Porto erfolgreich. 1932 war er in den Rennen Lisboa–Sintra, Porto–Vigo, Volta a Lisboa, Taça da União, Lisboa–Coimbra, Lisboa–Benavente und Lisboa–Cartaxo–Lisboa der Sieger. 1933 gewann er Lisboa–Bombarral–Lisboa. 1934 kamen Siege bei Porto–Lisboa, Tábua–Coimbra–Tábua, 12 Voltas à Gafa und Vila Moreira dazu. 1935 siegte er erneut bei Porto–Lisboa. Nicolau gewann in seiner Laufbahn alle in seiner Zeit bedeutenden Rennen im Straßenradsport Portugals.